# Oribotritia schusteri
Oribotritia schusteri är en kvalsterart som beskrevs av Wojciech Niedbała 2006. Oribotritia schusteri ingår i släktet Oribotritia och familjen Oribotritiidae. Inga underarter finns listade i Catalogue of Life.